# روزا لي تاكر
روزا لي تاكر (بالإنجليزية: Rosa Lee Tucker)‏ هي أمينة مكتبة أمريكية، ولدت في 1868 في هيوستن في الولايات المتحدة، وتوفيت في 23 سبتمبر 1946 في فانكوفر في كندا.